# لوران بونیک
لوران بونیک (فرانسوی: Laurent Bouhnik‎؛ زادهٔ ۷ آوریل ۱۹۶۱) یک کارگردان فیلم و نویسنده اهل فرانسه است.
از فیلم‌ها یا مجموعه‌های تلویزیونی که وی در آن‌ها نقش داشته است می‌توان به کیو و بیست و چهار ساعت از زندگی یک زن اشاره نمود.